# Albina Osipowich
Albina Lucy Charlotte Osipowich (Worcester, 26 febbraio 1911 – 6 giugno 1964) è stata una nuotatrice statunitense.
Specializzata nello stile libero ha vinto la medaglia d'oro nei 100 m e nella staffetta 4x100 m sl alle olimpiadi di Amsterdam 1928.
È diventata una dei Membri dell'International Swimming Hall of Fame.
È stata primatista mondiale dei 100 m sl e della staffetta 4x100 m sl.

## Palmarès
- Olimpiadi

Amsterdam 1928: oro nei 100 m sl e nella staffetta 4x100 m sl.